# 구스범스 (드라마)
《구스범스》(영어: Goosebumps)는 디즈니+에서 2023년 10월부터 방영된 미국의 초자연 공포 드라마이다. R.L. 스타인의 동명 소설을 원작으로 한 작품이다.